# Премия имени Н. Д. Зелинского
Премия имени Н. Д. Зелинского — премия, присуждаемая с 1961 года Российской академией наук за выдающиеся работы в области органической химии и химии нефти.

## Список награждённых
| Год  | Лауреат премии                  | За какие работы |
| ---- | ------------------------------- | --- |
| 2023 | Алфимов, Михаил Владимирович    | За цикл работ «Кристаллографический подход к топохимическим реакциям [2+2] фотоциклоприсоединения непредельных соединений с сохранением монокристалла».                              |
| 2023 | Громов, Сергей Пантелеймонович  | За цикл работ «Кристаллографический подход к топохимическим реакциям [2+2] фотоциклоприсоединения непредельных соединений с сохранением монокристалла».                              |
| 2023 | Кузьмина, Людмила Георгиевна    | За цикл работ «Кристаллографический подход к топохимическим реакциям [2+2] фотоциклоприсоединения непредельных соединений с сохранением монокристалла».                              |
| 2020 | Анаников, Валентин Павлович     | за цикл трудов «Исследование наноразмерных каталитических систем на молекулярном уровне и создание высокоэффективных катализаторов для решения задач тонкого органического синтеза». |
| 2017 | Краснов, Виктор Павлович        | За серию работ «Кинетическое разделение рацемических аминов в результате диастереоселективного ацилирования. Теоретические и практические аспекты»                                   |
| 2017 | Левит, Галина Львовна           | За серию работ «Кинетическое разделение рацемических аминов в результате диастереоселективного ацилирования. Теоретические и практические аспекты»                                   |
| 2014 | Злотин, Сергей Григорьевич      | За цикл трудов «Ионные жидкости — субстратспецифичные рециклизуемые растворители и катализаторы для органического синтеза и получения перспективных материалов»                      |
| 2014 | Кустов, Леонид Модестович       | За цикл трудов «Ионные жидкости — субстратспецифичные рециклизуемые растворители и катализаторы для органического синтеза и получения перспективных материалов»                      |
| 2014 | Махова, Нина Николаевна         | За цикл трудов «Ионные жидкости — субстратспецифичные рециклизуемые растворители и катализаторы для органического синтеза и получения перспективных материалов»                      |
| 2011 | Никишин, Геннадий Иванович      | За цикл работ «Новые методы органического электросинтеза» |
| 2011 | Петросян, Владимир Анушаванович | За цикл работ «Новые методы органического электросинтеза» |
| 2011 | Элинсон, Михаил Николаевич      | За цикл работ «Новые методы органического электросинтеза». |
| 2008 | Коновалов, Александр Иванович   | За цикл работ «Реакция Дильса-Альдера. Реакционная способность диен-диенофильных систем. Влияние внутренних и внешних факторов»                                                      |
| 2008 | Киселёв, Владимир Дмитриевич    | За цикл работ «Реакция Дильса-Альдера. Реакционная способность диен-диенофильных систем. Влияние внутренних и внешних факторов».                                                     |
| 2005 | Чупахин, Олег Николаевич        | За цикл работ «Азолоаннелированные нитроазины» |
| 2005 | Русинов, Владимир Леонидович    | За цикл работ «Азолоаннелированные нитроазины» |
| 2005 | Русинов, Геннадий Леонидович    | За цикл работ «Азолоаннелированные нитроазины» |
| 2002 | Караханов, Эдуард Аветисович    | За цикл работ «Создание супрамолекулярных каталитических систем для органического инефтехимического синтеза»                                                                         |
| 1999 | Фролов, Евгений Борисович       | За работу «Обнаружение и идентификация непредельных углеводородов в российских нефтях»                                                                                               |
| 1999 | Смирнов, Михаил Борисович       | За работу «Обнаружение и идентификация непредельных углеводородов в российских нефтях»                                                                                               |
| 1999 | Паренаго, Олег Павлович         | За работу «Обнаружение и идентификация непредельных углеводородов в российских нефтях»                                                                                               |
| 1996 | Литвинов, Виктор Петрович       | За цикл работ: «Химия халькогенсодержащих пиридинов» |
| 1993 | Багрий, Евгений Игнатьевич      | За монографию «Адамантаны: получение, свойства, применение» |
| 1990 | Лапидус, Альберт Львович        | За цикл работ «Создание научных основ процессов синтеза практически важных органических соединений на основе окислов углерода»                                                       |
| 1987 | Харламов, Вячеслав Васильевич   | За работу «Разработка научных основ технологичного способа получения аллилацетата каталитическим ацетоксилированием пропилена»                                                       |
| 1987 | Миначев, Хабиб Миначевич        | За работу «Разработка научных основ технологичного способа получения аллилацетата каталитическим ацетоксилированием пропилена»                                                       |
| 1987 | Нефедов, Олег Матвеевич         | За работу «Разработка научных основ технологичного способа получения аллилацетата каталитическим ацетоксилированием пропилена»                                                       |
| 1984 | Клабуновский, Евгений Иванович  | За серию работ «Исследования в области асимметрического катализа» |
| 1981 | Брагин, Олег Владимирович       | За цикл работ на тему «Исследование механизмов и стереохимии каталитических превращений углеводородов в присутствии металлов VIII группы»                                            |
| 1981 | Либерман, Анатолий Львович      | За цикл работ на тему «Исследование механизмов и стереохимии каталитических превращений углеводородов в присутствии металлов VIII группы»                                            |
| 1975 | Беликова, Нина Александровна    | За работу «Синтез и свойства мостиковых бициклических углеводородов» |
| 1974 | Миначев, Хабиб Миначевич        | За серию работ по созданию новых катализаторов нефтехимических реакций на основе окислов редкоземельных элементов и цеолитов                                                         |
| 1969 | Рубинштейн, Александр Моисеевич | За работы в области изучения механизма каталитической кетонизации карбоновых кислот и разработки практически пригодных методов синтеза труднодоступных кетонов                       |
| 1969 | Якерсон, Владимир Ильич         | За работы в области изучения механизма каталитической кетонизации карбоновых кислот и разработки практически пригодных методов синтеза труднодоступных кетонов                       |
| 1966 | Завьялов, Сергей Иванович       | За серию работ в области применения бета-дикарбонильных соединений в органическом синтезе                                                                                            |
| 1963 | Луценко, Иван Фомич             | За цикл работ по элементоорганическим соединениям |
| 1961 | Юрьев, Юрий Константинович      | За серию работ в области химии гетероциклических соединений |